# Canato da Crimeia
O Canato da Crimeia (Tártaro da Crimeia: Qırım Hanlığı; russo: Крымское ханство [Krymskoe khanstvo]; ucraniano: Кримське ханство [Kryms'ke khanstvo]; turco: Kırım Hanlığı) foi um Estado tártaro que existiu entre 1441 a 1783. Além da península da Crimeia, também abrangia algumas áreas do sul da Ucrânia e do sudoeste da Rússia. Fazia fronteira ao norte com a Polônia-Lituânia, ao sul com o mar Negro, ao leste com o mar de Azov e a Moscóvia e a oeste com os principados da Valáquia. De longe, foi o Estado sucessor da Horda de Ouro (e por tabela do Império Mongol) mais duradouro, existindo até menos de 10 anos antes da Revolução Francesa.

## Surgimento e primeiros governantes
O Canato da Crimeia surgiu em meio à fragmentação da Horda de Ouro. Certos clãs da Horda de Ouro largaram sua vida nómada no Desht-i Kipchak (atuais Ucrânia e Rússia) e decidiram fazer da Crimeia seu yurt (terra natal), e convidaram um pretendente gengiscânico ao trono da Horda de Ouro, Haci I Giray para ser seu cã. Haci I Giray aceitou tal proposta e voltou de seu exílio na Lituânia. Em 1441, fundou seu reino independente após uma longa luta pela independência contra a Horda de Ouro. O canato tinha em seus domínios a península da Crimeia (exceto as costas sul e sudoeste) e as estepes do sul da Ucrânia e da Rússia, também conhecida como Desht-i Kipchak (estepes quipchacas).
Uma briga interna entre os filhos de Hachi se seguiu após seu falecimento. Os otomanos interferiam e instalaram no trono Meñli I Giray, um filho de Haci I Giray. Em 1475 as forças otomanas, sob o comando de Gedik Ahmet Paşa, conquistaram o principado de Theodoro e as colônias genovesas de Soldaia, Cembalo e Cafa. Como resultado o canato da Crimeia passou para a proteção otomana. Enquanto que a costa crimeia se tornou um Kefe sancak otomano, os cãs tártaros continuaram a governar no resto da península e nas estepes mais ao norte. A relação entre os otomanos e os tártaros da Crimeia era única. Os sultões tratavam os cãs mais como aliados do que súbditos. Embora o cã escolhido tivesse que receber a aprovação do sultão, eles não eram nomeados por Istambul. Os otomanos ainda reconheceram a legitimidade dos cãs nas estepes, como descendentes de Genghis Khan. Os cãs continuaram a ter uma política externa independente dos otomanos nas estepes da Pequena Tartária. As relações entre os cãs e o sultão otomano eram feitas através de correspondências diplomáticas. Os cãs continuaram a cunhar moedas e usar seus nomes nas preces de sexta-feira, dois importantes sinais de soberania. Eles não pagavam tributos ao Império Otomano, ao invés, os otomanos os pagavam em troca de seus serviços como provedores de  habilidosos cavaleiros e montaria em suas campanhas militares.
A aliança do canato da Crimeia e o Império Otomano é comparada com a aliança entre Polônia e Lituânia em sua importância e duração. A cavalaria crimeana se tornou indispensável para as campanhas militares otomanas tanto na Europa (Polônia, Hungria, Áustria) quanto na Ásia (Pérsia). Porém isto tornou os tártaros da Crimeia dependentes do botim obtido depois de campanhas bem sucedidas, e quando tais campanhas começaram a falhar, a econômica dos tártaros da Crimeia também começou a entrar em crise.
Em 1502, Meñli I Giray derrotou o último grande da Grande Horda, dessa forma colocando um fim às reivindicações de Sarai na Crimeia. No século XVI, o Canato da Crimeia pretendia ser a autoridade sucessora no antigo território da Horda de Ouro, Ulugh Yurt e hence sobre os canatos surgidos da fragmentação da Horda de Ouro situados nas regiões do Mar Cáspio e do rio Volga, em especial o canato de Astracã e o canato de Cazã, os quais foram anexados pelo russos na década de 1550. Tamanha pretensão resultou em uma rivalidade com o nascente Império Russo sobre a região. Em 1571 houve uma campanha bem sucedida de Devlet I Giray a Moscou, a qual terminou com o incêndio da capital russa. Devlet então foi chamado de Taht-Algan (capturador do trono). No entanto, o Canato da Crimeia perdeu a disputa do acesso ao Volga devido a derrota catastrófica na batalha de Molodi no ano seguinte.
A capital do canato situava-se inicialmente em Salaçıq(próxima da fortaleza de Qırq Yer). Em 1532, foi transferida por Sahib I Giray para Bakhchisaray.

## Apogeu
Até o século XVIII, o Canato da Crimeia era a maior potência da Europa Oriental. Os tártaros da Crimeia desempenharam um papel inestimável na defesa das fronteiras do Islã, em especial contra os russos e os europeus. Com o objetivo de impedir a colonização eslava nas estepes, chefes guerreiros tártaros (cambuls), em colaboração com os nogais promoveram ataques contra os principados danubianos, Polônia, Lituânia e Moscóvia.
Em um processo conhecido como "harvesting da estepe" eles escravizaram muitos camponeses eslavos e adquiriram botim, do qual o cã recebia uma parcela fixada (savğa) de 10 ou 20%. As campanhas militares promovidas por forças da Crimeia podem ser divididas em "sefers" - operações militares oficialmente declaradas com a liderança do próprio cã, e "çapuls" - reides promovidos por grupos separadas da nobreza (em algumas vezes ilegais e banidos por ir contra os tratados firmados pelos cã com os reinos vizinhos). Durante um longo tempo, até o começo do século XVIII, o canato manteve um massivo tráfico de escravos com o Império Otomano e com o Oriente Médio. Kefe era um dos mais bem conhecidos e significativos portos de comércio e mercado de escravos. Algumas estimativas estimam que mais de 3 milhões de pessoas, em sua maioria ucranianos mas também circassianos, russos, bielorrussos e poloneses, foram capturados e escravizados durante o tempo do Canato da Crimeia. Uma das mais famosas vítimas era Roxelana (Khurem Sultan), a qual mais tarde se tornou esposa do sultão Suleiman o Magnifício e conquistou grande poder na corte otomana. Uma constante ameaça dos tártaros da Crimeia apoiaram o surgimento dos cossacos.
O Canato da Crimeia também fez alianças com a Polônia-Lituânia e os cossacos contra a crescente Moscóvia, a qual pretendia também conquistar os territórios da antiga Horda de Ouro. A região em disputa era muito valiosa para os russos, já que poderia disponibilizar uma colonização de russos em áreas férteis aonde a estação de crescimento é mais longa que as áreas mais setentrionais nas quais a Moscóvia dependia. Especula-se que com este solo, a agricultura na Rússia poderia ser rica o suficiente para permitir um fim mais rápido para a servidão.

## Declínio

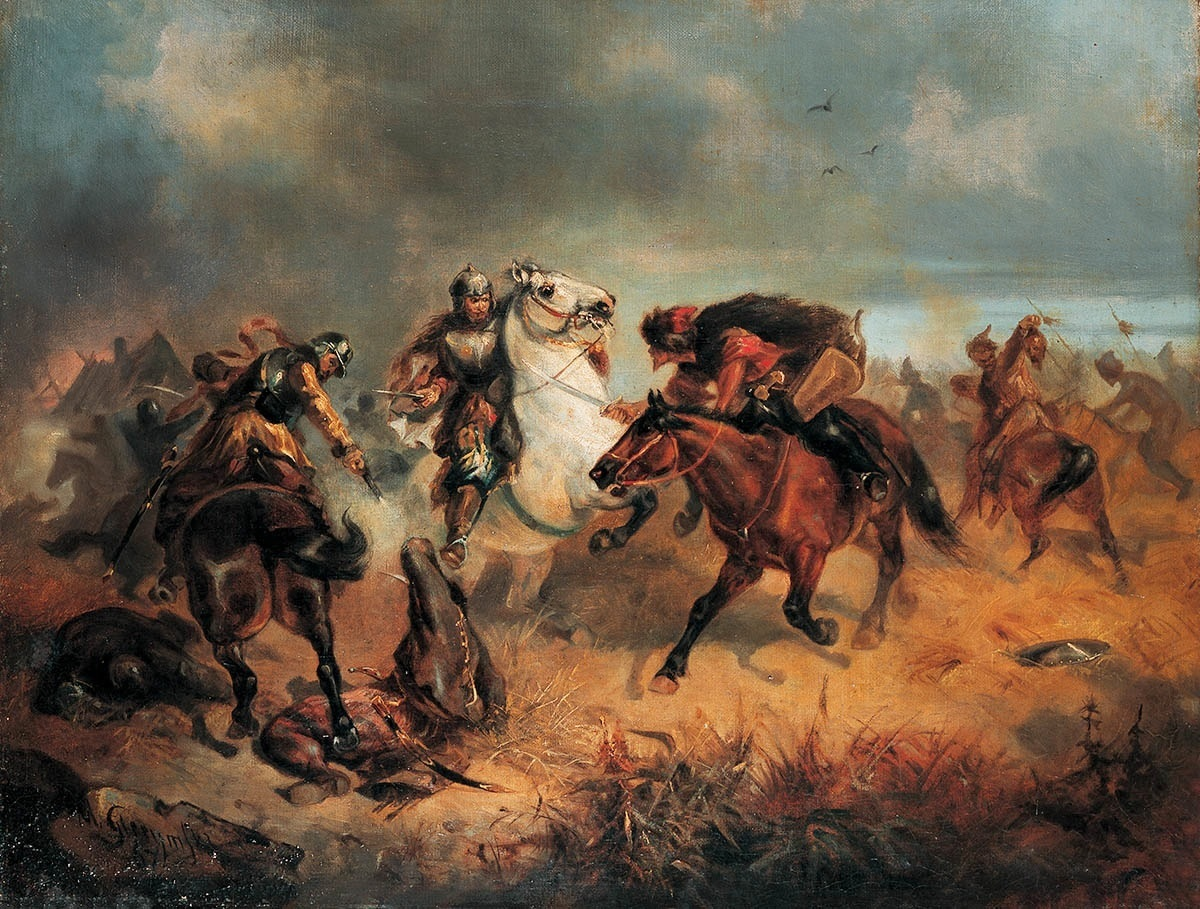
Escaramuça com os tártaros, por Maksymilian Gierymski.

O enfraquecimento do Canato da Crimeia está relacionado com o enfraquecimento otomano e a mudança da balança de poder na Europa Oriental. Como resultado dos fracassos militares otomanos os tártaros da Crimeia voltavam das campanhas de mãos vazias, enquanto que a cavalaria tártara, sem armas suficientes, sofria grandes perdas diante dos modernos exércitos europeus e russos. No final do século XVII, O Império Russo tornou-se tão forte a ponto de fazer frente ao Canato da Crimeia. Como resultado as incursões, sejam elas para pegar escravos ou por botim, foram sendo repelidos e isso cortou uma das fontes econômicas do Canato. Como resultado o apoio de clãs nobres para o cã começou a diminuir, dando início a conflitos internos por poder. Os nogais, dos quais uma porção significativa das forças militares crimeanas provinha, também retirou seu apoio aos cãs.
As forças unificadas russas e ucranianas atacaram o canato durante as campanhas de Chigirin e da Crimeia. Durante a Guerra Russo-Turca de 1735-1739 os russos, sob o comando do marechal de campo Munnich finalmente tentaram penetrar na península da Crimeia.
Um maior estado de guerra marcou o reinado de Catarina II. A Guerra Russo-Turca de 1768 a 1774 resultou no tratado de Kuchuk-Kainardji, do qual o Canato da Crimeia se tornou independente do Império Otomano e aliado do Império Russo.
O governo do último cã da Crimeia, Şahin Giray, foi marcado por uma crescente influência russa e as explosões de violência por parte da administração do khan contra a oposição interna. Em 8 de abril de 1783, em violação ao tratado, Catarina II interferiu na guerra civil, anexando de facto a península por completo ao Império Russo. Em 1787, Şahin Giray se refugiou no Império Otomano e foi executado pelas autoridades otomanas por traição em Rodes, apesar de a família real Giray sobreviver até hoje.